# Russell Calabrese
Pour les articles homonymes, voir Calabrese (homonymie).
Russell Calabrese est un réalisateur et acteur américain né le 12 octobre 1955 à Jersey City, New Jersey (États-Unis).

## Filmographie

### comme Réalisateur
- 1995 : Minus et Cortex ("Pinky and the Brain") (série télévisée)
- 1999 : Johnny Bravo  (série télévisée)
- 2002 : Quoi d'neuf Scooby-Doo ? (What's New Scooby-Doo ?) (série télévisée)
- 2005 : Camp Lazlo (série télévisée)
- 2005 : Billy et Mandy, aventuriers de l'au-delà (The Grim Adventures of Billy & Mandy) (série télévisée)

### comme acteur
- 1999 : Minimum Wage de Brian S. O'Malley : Larry 'Dutch' Pardi